# Cyrus Atabay

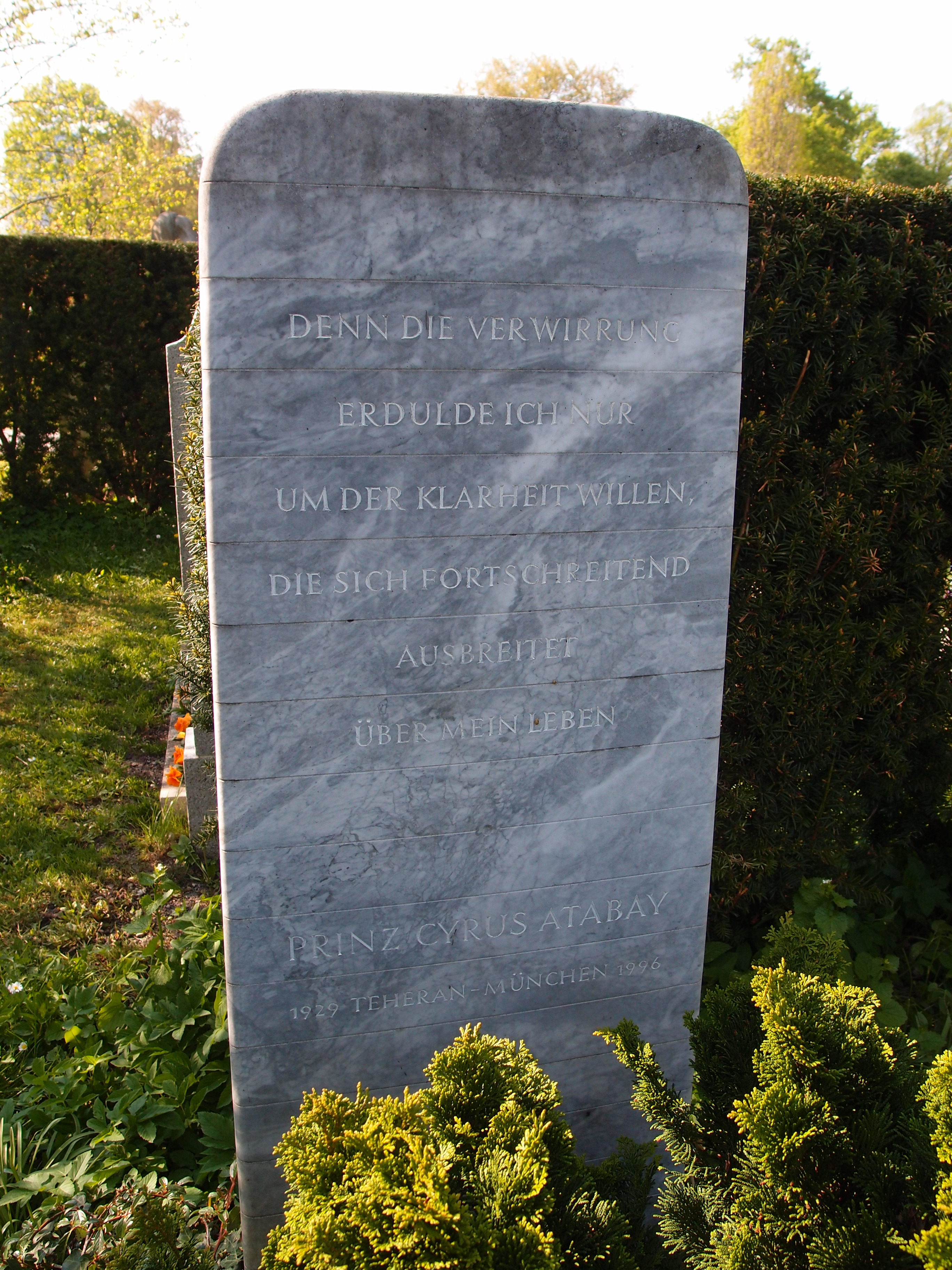
Grab von Cyrus Atabay auf dem Nordfriedhof in München

Cyrus Atabay (anhörenⓘ; * 6. September 1929 in Teheran; † 26. Januar 1996 in München) war ein iranischer Schriftsteller deutscher Sprache.

## Leben
Cyrus Atabay war der Sohn von Hadi Atabay, einem Arzt, der von Ferdinand Sauerbruch promoviert wurde, und Prinzessin Hamdam al-Saltaneh, einer Tochter von Reza Schah Pahlavi und seiner ersten Ehefrau Maryam Khanum, die wenige Monate nach der Geburt ihrer Tochter im Februar 1904 verstarb. Von 1937 bis 1945 wuchs Cyrus in Berlin auf, wo er das renommierte Arndt-Gymnasium in Dahlem besuchte. Im Sommer 1945 kehrte Atabay in den Iran zurück. Er hatte jedoch Persisch verlernt, weshalb er auf eigenen Wunsch seine Schulausbildung in Zürich fortsetzte. Max Rychner und Gottfried Benn unterstützten den jungen Dichter, 1948 erschienen die ersten Gedichte in der Tageszeitung Die Tat.
Ab 1952 studierte Atabay Germanistik in München. Seit Anfang der 1960er Jahre lebte er abwechselnd in Teheran und London, wo er 1978 – als Neffe von Schah Mohammad Reza Pahlavi durch die Islamische Revolution staatenlos geworden – Asyl erhielt. Die deutschen Behörden lehnten es ab, Atabay ein Visum auszustellen. In London pflegte Atabay eine Freundschaft mit Elias Canetti. Erst 1983 konnte Atabay nach München zurückkommen. Atabay lebte und dichtete in der Tradition der Sufi und der Mystik sowie des Orients der Dichter Hafis und Omar Chajjam, von denen er die Liebeslieder bzw. das „Rubaijat“ übersetzte.
Obschon oder gerade weil ich die englische Sprache liebe, beschäftigte mich unablässig das Problem der Sprache für den Dichter, der im Exil oder längere Zeit fern von seiner Heimat lebt. Zunächst schien mir die Distanz zur Sprache fruchtbar und womöglich die Sprachkraft des Dichters steigernd; eine zu lange Trennung vom Resonanzboden der Sprache konnte andererseits Erosionen auslösen, die zu Sprachverfall und zunehmender Abstraktion führten. Meine eigene Sorge war, daß das Echo der Sprache im Ohr erlöschen könnte, wenn die gesprochene Sprache es nicht wieder akkumulierte.

## Auszeichnungen
- 1957: Hugo-Jacobi-Preis
- 1983: Ordentliches Mitglied der Bayerischen Akademie der Schönen Künste
- 1990: Adelbert-von-Chamisso-Preis
- 1993: Mitglied der Deutschen Akademie für Sprache und Dichtung

## Werke

### Lyrik und Prosa
- 1956: Einige Schatten. Gedichte (partiell vertont von Peter Mieg: Mit Nacht und Nacht, 1962)
- 1958: An- und Abflüge. Gedichte
- 1960: Meditation am Webstuhl. Neue Gedichte
- 1964: Gegenüber der Sonne. Gedichte und kleine Prosa
- 1968: Gesänge von morgen
- 1969: Doppelte Wahrheit. Gedichte und Prosa
- 1971: Die Worte der Ameisen. Persische Weisheiten
- 1974: An diesem Tage lasen wir keine Zeile mehr. Gedichte
- 1977: Das Auftauchen an einem anderen Ort. Gedichte
- 1981: Die Leidenschaft der Neugierde. Neue Gedichte
- 1983: Stadtplan von Samarkand. Porträts, Skizzen, Gedichte
- 1983: Salut den Tieren. Ein Bestiarium
- 1985: Prosperos Tagebuch. Gedichte
- 1986: Die Linien des Lebens. Gedichte
- 1990: Puschkiniana. Gedichte
- 1991: Gedichte
- 1992: Leise Revolten. Kleine Prosa aus drei Jahrzehnten
- 1994: Die Wege des Leichtsinns. Zerstreutes äolisches Material. Gedichte

### Übersetzungen aus dem Persischen

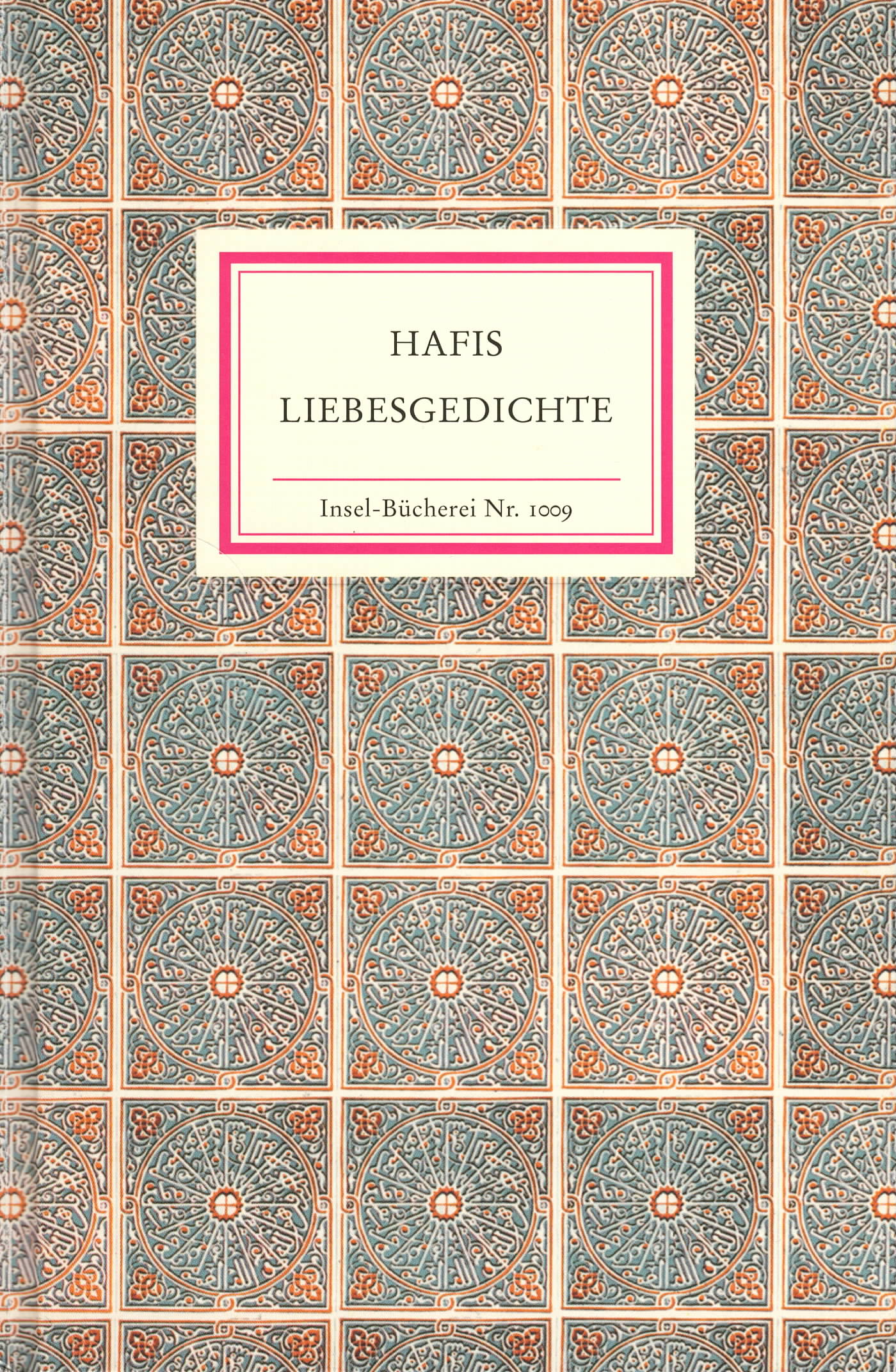
Hafis Liebesgedichte. Insel-Bücherei Nr 1009, 1980

- 1968: Gesänge von Morgen. Neue iranische Lyrik
- 1971: Die Worte der Ameisen. Persische Mystik in Versen und Prosa
- 1980: Hafis, Liebesgedichte (1. Ausgabe 1965)
- 1984: Omar Chayyām, Wie Wasser strömen wir
- 1986: Obeyd-e-Zakani, Mäuse gegen Katzen. Fabel
- 1987: Hafis, Offenbares Geheimnis
- 1988: Rumi, Die Sonne von Tabriz
- 1993: Abu l-'Ala al-Ma'arri, Die Notwendigkeit des Unnützen
- 1996: Rumi, Ich sprach zur Nacht
- 1998: Hafis, Rumi, Omar Chajjam, Die schönsten Gedichte aus dem klassischen Persien
  - [ Enthält die Gedichte der älteren Ausgaben: Wie Wasser strömen wir (1984), Die Sonne von Tabriz (1988), Ich sprach zur Nacht (1996), Offenbares Geheimnis (1987), Liebesgedichte (1980) ]

## Vertonungen
- Peter Mieg (1906–1990):
  - Mit Nacht und Nacht, für Tenor und Orchester (1962)
- Friedemann Schmidt-Mechau (* 1955):
  - Gratwandlung (2009). Musik für Geige und Klavier. Mit gesprochenen Texten von Atabay: Die Berechnung war falsch – Die gleichen alten, schon morschen Fragen
  - Leuchtfeuer (2007). Musik für Chor. Mit Texten von Atabay: Die winzigen gelben Blüten – Hier bin ich zu Haus – Die gleichen alten, schon morschen Fragen
  - Umrisse eines Wir (2004). Musik für Chor und Orchester. UA 2005. Mit Texten von Atabay: Von anderer Dauer als Berge – Willst du dir die Worte aufheben – Wir aber wollen uns an die Brüche halten

## Nachlass
Der literarische Nachlass von Cyrus Atabay liegt im Literaturarchiv der Monacensia im Hildebrandhaus.